# Jan Hanuš (Komponist)

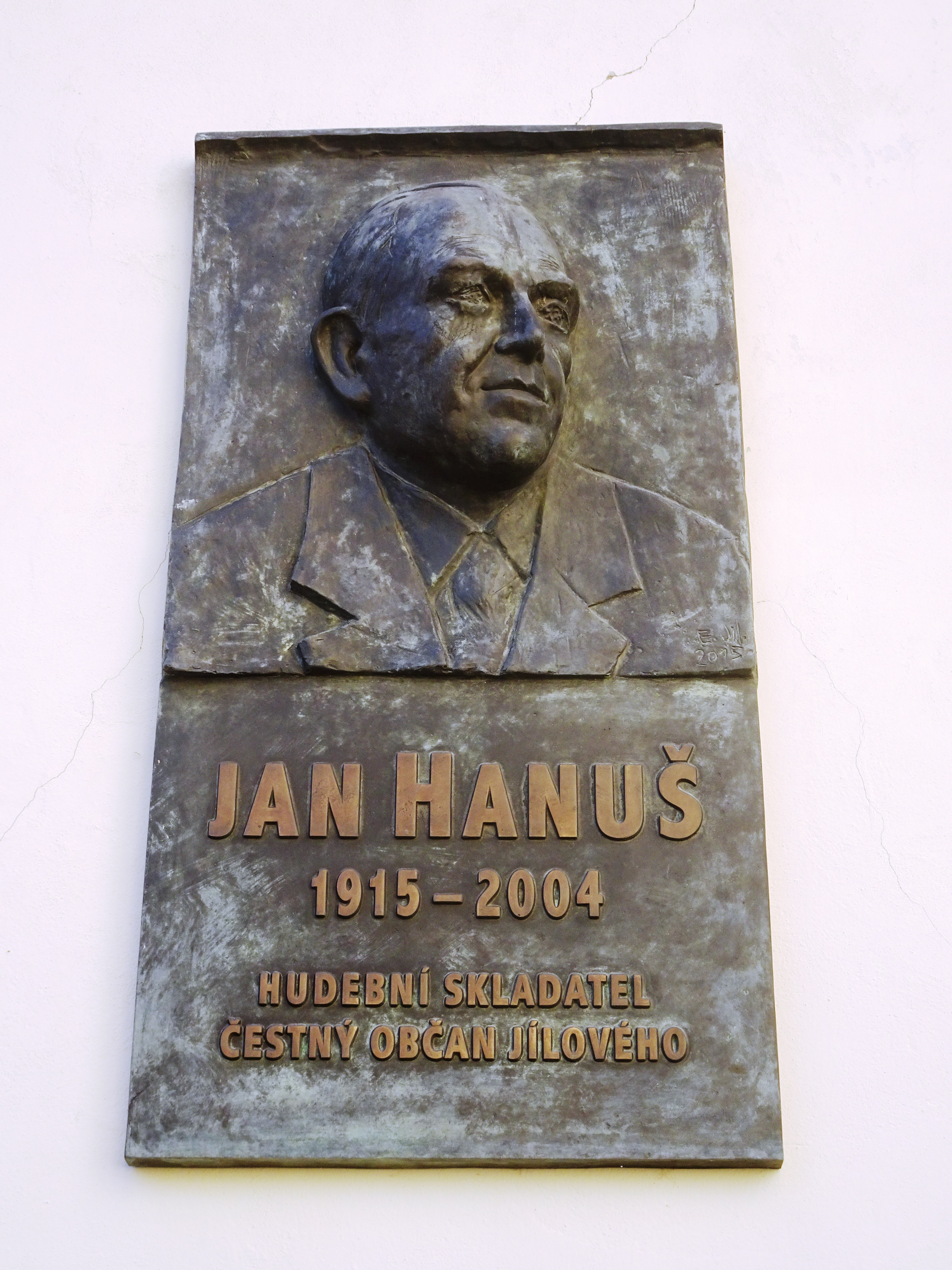
Gedenktafel für Jan Hanuš in Jílové u Prahy

Jan Hanuš (* 2. Mai 1915 in Prag; † 30. Juli 2004 ebenda) war ein tschechischer Komponist.

## Leben
Geboren in Prag als jüngstes von acht Kindern von František Hanuš und Blažena Hanušová, geb. Urbánková, absolvierte Jan Hanuš die Handelsakademie in Prag. Er studierte privat Komposition bei Otakar Jeremiáš und am Prager Konservatorium Dirigieren bei Pavel Dědeček. Er arbeitete im Verlag seines Großvaters František Augustin Urbánek und bei weiteren Verlagen. Zudem war er Mitbegründer des tschechischen Musikverlages Panton. Als Herausgeber wirkte er u. a. an Kritischen Gesamtausgaben der Werke von Antonín Dvořák, Zdeněk Fibich und Leoš Janáček sowie der Reihe „Musicae Antiquae Bohemiacae“ mit. Hanuš war Mitglied der Union tschechoslowakischer Komponisten, Vorsitzender der Tschechischen Gesellschaft für Musikwissenschaft und der tschechischen Sektion der Internationalen Gesellschaft für Musikwissenschaft (IMS), Leiter der tschechischen Gesellschaft für Musikerziehung, stellvertretender Vorsitzender der Tschechischen Gesellschaft für Musik und der Union tschechischer Chöre sowie Mitglied des Komitees des Festivals Prager Frühling.
Nach dem Ende des Ersten Weltkriegs und dem Zerfall der Österreichisch-Ungarischen Monarchie im weitgehend liberalen demokratischen System der tschechoslowakischen Republik aufgewachsen, bildete die Besatzung des Landes durch das Deutsche Reich und die Machtergreifung der Nationalsozialisten für Hanuš einen tiefen Einschnitt. Dem Andenken an die im Rahmen der Sonderaktion Prag im November 1939 ermordeten tschechischen Studenten widmete er 1940 die Kantate „Země mluví“ (Die Erde spricht) op. 8. Während der Herrschaft des kommunistischen Regimes trat Jan Hanuš 1952 im Zuge des sogenannten Slánský-Prozesses öffentlich für seinen Freund Rudolf Margolius ein, der dessen ungeachtet verurteilt und hingerichtet wurde. Der Erinnerung an Margolius widmete Hanuš seine 1956/57 komponierte dritte Sinfonie. Zu Ehren des in Folge seiner Selbstverbrennung als Protest gegen die Niederschlagung des Prager Frühlings ums Leben gekommenen Studenten Jan Palach entstand 1969 das Vokaltriptychon „Poselství“ (Botschaft) op. 66. In der ČSSR wurde Hanuš eine Reihe von staatlichen Auszeichnungen für seine kompositorische und wissenschaftliche Arbeit zuteil. Diese Ehrungen legte er nach der „Samtenen Revolution“ von 1989 zurück. 1990 wurde er Ehrenpräsident des Komponistenverbandes in Böhmen und Mähren sowie der Tschechischen Dvořák-, Foerster- und Fibich-Gesellschaften. 1999 verlieh der tschechische Staatspräsident Václav Havel Jan Hanuš eine Verdienstmedaille für seine herausragenden künstlerischen Leistungen. Im selben Jahr erhielt er den Smetana-Preis und im Jahr 2000 die Ehrenbürgerschaft der Stadt Jirkov. 2004 wurde er im Rahmen des Festivals „Jílovské zpívání“ (Jilové singt) auch Ehrenbürger der Stadt Jílové u Prahy.
In seinen Kompositionen steht Hanuš in der Nachfolge der tschechischen Musiktradition von Bedřich Smetana und Dvořák über Janáček bis zu Bohuslav Martinů und seinem eigenen Lehrer Jeremiáš. Die Funktionstonalität ist bei ihm behutsam um Chromatik und Modalität sowie Mittel der gemäßigten Moderne erweitert. Seine Musik zeichnet sich durch melodische Erfindung, lebhafte Rhythmik und schillernde Orchestrierung aus. In seinem Œuvre finden sich nahezu alle Gattungen, darunter Opern, Ballette, Sinfonien, Instrumentalkonzerte, Kammermusik, Solowerke, Chorsätze, Lieder, aber auch Filmmusik. Einen Schwerpunkt bildet die Sakralmusik, die bei ihm mit mehreren Messen, Kantaten und Oratorieren sowie dem Requiem vertreten ist. Auch seine sinfonischen Werke, die als absolute Musik zu betrachten sind, weisen oft religiöse Inspiration auf, wobei diese in den Jahrzehnten des Kommunismus nur im Privatkreis bekannt war.

## Werke (Auswahl)

### Opern
- Plameny (Flammen) op. 14, Libretto: Jaroslav Pokorný (1941–44)
- Sluha dvou pánů (Der Diener zweier Herren) op. 42, Libretto: Jaroslav Pokorný nach Goldoni (1958), deutsche Fassung: Kurt Honolka, slowenische Fassung: Emil Frelih
- Pochodeň Prométhova (Die Fackel des Prometheus) op. 54, Libretto: Jaroslav Pokorný nach Aischylos (1961–63)
- Pohádka jedné noci (Märchen einer Nacht) op. 62, Libretto: Jaroslav Pokorný auf Motive aus „1001 Nacht“ (1965–68), deutsche Fassung: Kurt Honolka
- Spor o bohyni (Streit um die Göttin) op. 105, Libretto: Jan Hanuš und Jan Frank Fischer nach Aristophanes (1983/84)

### Ballette und Tanzdramen
- Sůl nad zlato (Salz über Gold) op. 28, Libretto: Jan Hanuš nach Božena Němcová (1952–53)
- Othello op. 36, Libretto: Jan Hanuš nach William Shakespeare (1955/56)

### Sinfonien
- 1. Sinfonie E-Dur op. 12 „Dolorosa“ (1941/42)
- 2. Sinfonie G-Dur op. 26 „Píseň bratra slunce“ (Das Lied von Bruder Sonne) (1951)
- Konzertante Sinfonie für Orgel, Harfe, Pauken und Streicher op. 31 (1953/54)
- 3. Sinfonie d-Moll op. 38 „Pravda světa“ (Die Wahrheit der Welt) (1956/57)
- 4. Sinfonie op. 49 „Píseň o Bernadetě“ (Das Lied von Bernadette) (1960)
- 5. Sinfonie op. 58 „Horská řeč“ (Bergpredigt) (1964/65)
- 6. Sinfonie op. 92 „Noc bez luny“ (Nacht ohne Mond) (1978)
- 7. Sinfonie für Soli, Chor und Orchester op. 116 „Klíče Království“ (Die Schlüssel des Königreichs), Texte: Te Deum, Acht Seligpreisungen (1989/90)

### Instrumentalkonzerte
- Concerto doppio für Oboe, Harfe und Orchester op. 59 (1965)
- Concertino für Solopauken und Tonband op. 69 (1970)
- Concerto für Violine und Orchester „Tre pezzi concertante“ op. 112 (1986/87)
- Concerto-fantasia für Violoncello und Orchester op. 117 (1990/91)

### Sakrale und weltliche Chorwerke
- Země mluví (Die Erde spricht). Kantate op. 8 nach einem Gedicht von Viktor Dyk (1940, rev. 1957 und 1987)
- Missa I, Pentocosta in Des a Pange lingua op. 13 (1941–44)
- Zpěv naděje (Gesang der Hoffnung). Kantate nach Kamil Bednář op. 21 (1945–48)
- Český rok (Das tschechische Jahr) für Kinderchor und kleines Orchester nach Texten von Karel Jaromír Erben op. 24 (1949–52)
- Missa II, Pastoralis in G a Pange lingua op. 25 (1950, rev. 1983)
- Missa III, Paschalis in D („Mors et vita“), Pange lingua, Regina coeli, Terra tremuit, Haec dies op. 33 (1954)
- Povídám, povídám pohádku (Ich erzähle, erzähle ein Märchen) für Altsolo, Kinderchor und Klavier nach Texten von František Bartoš, Božena Němcová und Karel Jaromír Erben op. 43 (1958)
- Missa IV et Tantum ergo (in honorem d‘Immaculatae) op. 44 (1959)
- Missa V (Ut omnes unum sint) op. 60 (1966)
- Poselství (Botschaft) Vokaltriptychon nach Kamil Bednář op. 66 (1969)
- VI. Mše, chorální ordinarium a Otče náš (VI. Messe, Chorordinarium und Vater unser) op. 77/I (1972/73)
- Malá vánoční muzika (Kleine Weihnachtsmusik) nach Gedichten von Václav Renč für Kinderchor und kleines Instrumentalensemble op. 65/V (1975)
- Pašije podle Matouše (Matthäus-Passion), op. 65/VII, 1 (1977/78)
- Ecce Homo (Svědectví z konce času) (Seht den Menschen. Zeugnis vom Ende der Zeit). Oratorium op. 97 (1977–80)
- Pašije podle Jana (Johannes-Passion) op. 65/VII, 2 (1982)
- VII. Mše – Hlaholská, ke cti českých patronů (VII. Messe – Glagolitische, zu Ehren der tschechischen Patrone) op. 106 (1985)
- Matka chudých (Mutter der Armen). Oratorisches Triptychon op. 113 (1987)
- Requiem (Missa VIII – Pro defunctis) für Soli, gemischten Chor, Kinderchor, Orgel und Orchester op. 121 (1991–95)

### Filmmusik
- Die Schatzinsel (Abenteuervierteiler) – Regie: Wolfgang Liebeneiner (1966), gemeinsame Arbeit mit Luboš Sluka; Teile der Musik wurden auch in den Filmen Tom Sawyers und Huckleberry Finns Abenteuer (1968), Die Lederstrumpferzählungen (1969) und The Swap (1979) verwendet.[5]